# Azrinaz Mazhar Hakim
Azrinaz Mazhar Hakim (Kuala Lumpur, 23 settembre 1979) è una principessa bruneiana, ex moglie del sultano Hassanal Bolkiah.

## Biografia
Azrinaz Mazhar Hakim è nata a Kuala Lumpur il 23 settembre 1979 ed è figlia di Haji Hakim Mazhar bin Mohammad Johar e Fauziah binti Abdullah Mansoor.
Nel 1997 ha conseguito il diploma in giornalismo presso l'Institute Media Integratif Malaysia a Wangsa Maju, Kuala Lumpur.
Terminati gli studi, ha iniziato a lavorare come giornalista televisiva sul canale televisivo malese TV3. Nel 2000 ha vinto il premio "Most Promising Journalist" di TV3 e nel 2002 ha ricevuto il premio MIIM Alumni. Nel maggio successivo ha lasciato TV3, dicendo che voleva "avventurarsi in altre imprese". Presto sono venute a galla voci sul fatto che Azrinaz, 26 anni, che appariva sui notiziari Buletin Pagi, Berita Terkini e Buletin 1,30, avesse sposato il 58enne sultano del Brunei Hassanal Bolkiah.
Azrinaz in effetti ha sposato il sultano Hassanal Bolkiah in una cerimonia privata tenutasi il 20 agosto 2005 all'Istana Sultan Brunei di Kuala Lumpur alla quale hanno partecipato familiari e amici intimi. Il matrimonio era un segreto pesantemente custodito ed è trapelato alla stampa molto più tardi grazie a uno degli ospiti. È diventata la terza moglie del monarca. Le è stato conferito il titolo di Duli Yang Teramat Mulia Paduka Seri Pengiran Isteri (principessa consorte). Il 1º giugno 2006, ha dato alla luce il principe 'Abdu'l Wakeel. Anche la gravidanza stessa è stata tenuta segreta. Per celebrare la nascita vicino all'Istana Nurul Iman sono stati sparati 21 colpi a salve. Il 28 gennaio 2008, ha dato alla luce la principessa 'Ameerah Wardatul Bolkiah.
Il 16 giugno 2010 Azrinaz ha divorziato dal sultano. Dopo l'annuncio, il suo titolo reale, le decorazioni statali e la medaglia d'onore le sono state revocati. I suoi figli hanno mantenuto i loro titoli.
Il 1º maggio 2018 Azrinaz si è sposata per la seconda volta con Fairos Khan Abdul Hamid. La cerimonia si è svolta nella sua residenza, alla presenza di familiari e amici intimi.

## Ascendenza
|                                 |     |     | Genitori |  |  | Nonni |  |  | Bisnonni |  |  | Trisnonni |  |
|                                 |     |     |          |  |  |       |  |  | ...      |  |  | ...       |  |
|                                 |     |     |          |  |  |       |  |  | ...      |  |  | ...       |  |
|                                 |     | ... |          |  |  |       |  |  | ...      |  |  |           |  |
| Mohammad Johar                  |     |     |          |  |  |       |  |  | ...      |  |  |           |  |
|                                 |     | ... | ...      |  |  |       |  |  |          |  |  |           |  |
|                                 |     | ... | ...      |  |  |       |  |  |          |  |  |           |  |
|                                 |     | ... | ...      |  |  |       |  |  |          |  |  |           |  |
| Hakim Mazhar bin Mohammad Johar |     | ... |          |  |  |       |  |  |          |  |  |           |  |
|                                 |     | ... | ...      |  |  |       |  |  |          |  |  |           |  |
|                                 |     | ... | ...      |  |  |       |  |  |          |  |  |           |  |
|                                 |     | ... | ...      |  |  |       |  |  |          |  |  |           |  |
| ...                             |     | ... |          |  |  |       |  |  |          |  |  |           |  |
|                                 |     | ... | ...      |  |  |       |  |  |          |  |  |           |  |
|                                 |     | ... | ...      |  |  |       |  |  |          |  |  |           |  |
|                                 |     | ... | ...      |  |  |       |  |  |          |  |  |           |  |
| Azrinaz Mazhar Hakim            |     | ... |          |  |  |       |  |  |          |  |  |           |  |
|                                 | ... | ... |          |  |  |       |  |  |          |  |  |           |  |
|                                 | ... | ... |          |  |  |       |  |  |          |  |  |           |  |
|                                 | ... | ... |          |  |  |       |  |  |          |  |  |           |  |
| Abdullah Mansoor                | ... |     |          |  |  |       |  |  |          |  |  |           |  |
|                                 |     | ... | ...      |  |  |       |  |  |          |  |  |           |  |
|                                 |     | ... | ...      |  |  |       |  |  |          |  |  |           |  |
|                                 |     | ... | ...      |  |  |       |  |  |          |  |  |           |  |
| Fauziah binti Abdullah Mansoor  |     | ... |          |  |  |       |  |  |          |  |  |           |  |
|                                 |     | ... | ...      |  |  |       |  |  |          |  |  |           |  |
|                                 |     | ... | ...      |  |  |       |  |  |          |  |  |           |  |
|                                 |     | ... | ...      |  |  |       |  |  |          |  |  |           |  |
| ...                             |     | ... |          |  |  |       |  |  |          |  |  |           |  |
|                                 |     | ... | ...      |  |  |       |  |  |          |  |  |           |  |
|                                 |     | ... | ...      |  |  |       |  |  |          |  |  |           |  |
|                                 |     | ... | ...      |  |  |       |  |  |          |  |  |           |  |
|                                 |     | ... |          |  |  |       |  |  |          |  |  |           |  |